# Helicogloea farinacea
Helicogloea farinacea är en svampart som först beskrevs av Franz Xaver von Höhnel, och fick sitt nu gällande namn av Donald Philip Rogers 1944. Enligt Catalogue of Life ingår Helicogloea farinacea i släktet Helicogloea,  och familjen Phleogenaceae, men enligt Dyntaxa är tillhörigheten istället släktet Helicogloea,  och familjen Platygloeaceae. Arten är reproducerande i Sverige. Inga underarter finns listade i Catalogue of Life.